# ألكسندر ميدينا
الكسندر ميدينا (بالإسبانية: Alexander Medina)‏ (8 أغسطس 1978 بسالتو في الأوروغواي - ) هو لاعب كرة قدم أوروغواني في مركزي الهجوم والوسط. شارك مع منتخب الأوروغواي لكرة القدم. أما مع النوادي، فقد لعب مع أرسنال ساراندي وراسينغ فيرول وريفر بليت ونادي قادش وناسيونال مونتيفيديو ويونيون إسبانيولا وسنترال إسبانيول ونادي ليفربول (مونتفيدو) وHuracán Buceo ‏ وسنترو أتلتيكو فينكس ‏.

## روابط خارجية
- الكسندر ميدينا على موقع إي إس بي إن إف سي (الإنجليزية)
- الكسندر ميدينا على موقع قاعدة بيانات كرة القدم.إي يو (الإنجليزية)
- الكسندر ميدينا على موقع ناشيونال فوتبول تيمز (الإنجليزية)
- الكسندر ميدينا على موقع Soccerway.com (الإنجليزية)